# Nelson Freitas
Ne doit pas être confondu avec Nelson Freitas Junior (pt) (acteur et humoriste brésilien), ni avec Nelson De Freitas (d) (acteur qui double la voix de 2D, chanteur virtuel de Gorillaz)
Nelson Freitas est un chanteur, producteur et patron du label GhettoZouk Music (sur lequel ont signé des artistes comme Chelsy Shantel et William Araujo.)

## Biographie
Il est d'origine capverdienne mais il est né, a grandi et vit aux Pays-Bas.
Sa musique est un mélange de zouk capverdien (un style proche de la kizomba) et de r'n'b.
Il a débuté en tant que chanteur de Quatro (IV), groupe (boys band) de fusion de zouk/rnb (genre qu'ils désignent ghettozouk), qu'il forme avec Nilton Ramalho, Nelson Oliveira et Adilson Ben David.
Le groupe a sorti son premier titre sur la compilation "MOBASS presents...", "Hoje em Dia" (Un jour), puis a sorti trois albums : "4-Voz" (Quatre voix) en 1998 (incluant leur premier single "Si bo cre"), puis sous le nom Quatro Plus (Quatro+) (car rejoints par Edson Freitas) : "Bem Consché" (Pour mieux nous connaître) en 2002 (avec plusieurs singles devenus des hits tels que "Kazanga"), et "Ultima Viagem" (Dernier Voyage) en 2004.
Nelson a sorti son premier album solo intitulé "Magic" en octobre 2006, avec des paroles en créole et en anglais.
Cet album s'est vendu à plus de 25 000 exemplaires dans le monde entier; il a été disque de platine en Angola.
Il comprenait le hit Deeper en duo avec Kaysha.
En 2008, son duo avec Chelsy Shantel (dans le cadre du projet Kizomba Brasil), Boa Sorte (Good Luck) (reprise de Vanessa da Mata & Ben Harper), est un des grands succès de l'année en matière de kizomba.
En 2010, est sorti son second album, "My Life", qui incluait le tube Rebound Chick et les participations de William Araujo, Mc Knowledje, Laise Sanches et Anselmo Ralph.
Nelson Freitas a également collaboré avec pas mal d'autres artistes, pour des duos ou "featurings".

## Discographie

### Albums solo
- 2008 : Réédition de l'album Magic sur le label GhettoZouk, sans le dernier titre (Cré Sabe, un titre du groupe Quatro) (parfois désigné "Magic II")

## Autres titres
- Sienna (single sorti en 2010, inédit)
- For You (titre sorti en 2014, inédit)
- Nelson Freitas, Juan Magán - Every Day All Day (titre sorti en 2019, inédit)
- Bolo Ku Pudim ft. Djodje, Eddy Parker & Loony Johnson (2019)
- Don't let me go (Nelson Freitas, Daecolm) (2024)

### Participations
- Carlos Silva ft Nelson Freitas & Eddie Parker - Mystery
- Carlos Silva ft Nelson Freitas & Q-Plus - Cré Sabe 2008
- Atim - Crazy (ft Nelson Freitas)
- Atim - Amor E Bo (ft Nelson Freitas)
- Leroy Styles ft Nelson Freitas - Tao Sabe
- Anselmo Ralph -  Assumir Barulho ft. Nelson Freitas (2009)
- Anselmo Ralph - Atira Água Ft Nelson Freitas & Eddy Parke (2012)
- Mark. G & The Heavy Hitters - I Wish (ft Nelson Freitas)
- Just Jay ft Nelson Freitas : One Night Stand
- Baby ft Kempi & Nelson Freitas - Meisje Zonder Naam
- Kizomba Brasil, 2 duos avec Chelsy Shantel : Boa Sorte (Good Luck) (reprise de Vanessa da Mata & Ben Harper) et Amor Perfeito (2008)
- Eddu ft Nelson Freitas - N'cre xinti bu corpo (2008)
- Team De Sonho : Big Nelo ft Nelson Freitas - Ela é (2012), titre que Nelson Freitas a repris en solo sous le titre "King Of The World"
- Johnny Ramos ft Nelson Freitas - One Night Stand
- Stony - Let's Do It Now (ft Nelson Freitas) (zouk 2012)
- TLDreamZ - Sem Bu Amor (ft Nelson Freitas) (Album Press Play, 2012)
- Jennifer Dias - Deixam em paz (ft Nelson Freitas) (remix)
- Kaysha ft Nelson Freitas & Big Nelo - She's Dangerous (2013)
- Chachi Carvalho - So Fly ft Nelson Freitas
- Dji Tafinha - Vou Te Dar ft Ary & Nelson Freitas (2014)
- C4 Pedro ft. Nelson Freitas : Come Right Now (2015)
- William Araujo - Calor Ki Ta Mata (ft. Nelson Freitas & Broederliefde) [Verão Azul] (2016)
- Kaysha feat. Nelson Freitas - I Will (Tarraxinha) (2017)
- Telma Lee - Esta dificil (feat. Nelson Freitas ) (2017)
- June Freedom & Nelson Freitas – Dor d'um Kriolu (2020)
- Nsoki, Nelson Freitas & Kizomba da Boa - Essa Dança (2024)
- Twenty Fingers ft. Nelson Freitas - Julieta (Remix) (2024)

## Récompenses
- Meilleur clip pour Simple Girl aux Cabo Verde Music Awards 2013 [1]